# 장다웨이
장다웨이(姜大衛(본명: 姜大偉), 1947년 6월 29일~)는 홍콩의 배우, 감독, 영화 연출가, 영화 시나리오 각색가로 활동하고 있는 영화인이다. 아명(兒名)은 장웨이녠(姜偉年, 강위년), 영문명은 존 데이비드 챙(John David Chiang)이다.

## 생애
중화민국 장쑤성 쑤저우에서 출생하여 지난날 한때 중화민국 장쑤 성 창저우에서 잠시 유아기를 보낸 적이 있는 그는 어린 시절 일가족과 함께 홍콩에 이주하여 5세 때였던 1952년 홍콩 영화 《근수루태(近水樓台)》로 영화배우 데뷔하였고 1980년부터 텔레비전 드라마에도 출연하기 시작하였다. 홍콩 영화에 다수 출연하였고 때때로 영화감독과 연출도 맡았으며 한때 중화민국 타이완의 텔레비전 드라마에도 한두 편을 출연한 바 있다.

## 출연작
- 황비홍
- 황비홍 2

## 가족 관계
- 아내: 리린린(李琳琳, 이임림, 홍콩 영화배우로 활약한 바 있는 여성. 중국 톈진 출생. 1974년 결혼.)
- 아버지: 옌화(嚴化, 엄화, 1911년 중국 상하이 출생 ~ 1954년 사망. 본명 장커치(姜克琪, 강극기), 홍콩 영화배우. 원적지는 중화인민공화국 장쑤성 창저우.）
- 어머니: 훙메이(紅薇, 홍미, 본명 뤄전(羅珍 나진), 1918년 중국 베이징 출생 ~ 2011년 10월 12일 사망. 홍콩 영화배우 겸 성우. 원적지는 중화인민공화국 내몽골 자치구 샹황.)
- 친형: 친페이(秦沛, 진패, 본명 장창녠(姜昌年, 강창년), 홍콩 영화배우 겸 영화감독.)
- 의붓동생: 얼퉁성(爾冬陞, 이동승, 아버지는 다르나 같은 어머니 소생의 의붓동생으로 홍콩 영화배우 겸 영화감독.)

## 같이 보기
- 쇼브라더스